# Kermit, les années têtard
Pour les articles homonymes, voir Kermit.
Pour plus de détails, voir Fiche technique et Distribution.
Kermit, les années têtard ou Les aventures de Kermit dans les marais au Québec (Kermit's Swamp Years) est un film américain sorti directement en vidéo en 2002 et mettant en scène le personnage de Kermit la grenouille du Muppet Show créé par Jim Henson.

## Synopsis
À 12 ans, Kermit la grenouille et ses meilleurs amis partent à travers les marécages du Sud pour réaliser quelque chose d'extraordinaire dans leur vie...

## Fiche technique
Sauf indication contraire, les informations mentionnées dans cette section peuvent être confirmées par la base de données cinématographiques IMDb,  présente dans la section « Liens externes ».
- Titre original : Kermit's Swamp Years
- Titre français : Kermit, les années têtard
- Réalisation : David Gumpel, assisté de Marten W. Piccinini, Rick Callan et Cheeba White
- Scénario : Jim Lewis et Joey Mazzarino, d'après une histoire de Jim Lewis
- Musique : Joe Carroll et Peter Thom
  - Musiques additionnelles : Russ Irwin
- Direction artistique : Mark Garner
- Décors : Orvis Rigsby
- Costumes : Claudia Combee et Julie S. Siegmund
- Coiffure : Tish Simpson
- Photographie : Stephen Campbell et Rufus Standefer
- Son : Thomas E. Allen, William Levins, Yuri Reese, Matt Sawelson, William Smith
- Montage : Katina Zinner
- Production : Ritamarie Peruggi
  - Production exécutive : Boris Malden
  - Production déléguée : Jim Lewis et Michael Polis
- Sociétés de production : Jim Henson Home Entertainment, présenté par Columbia TriStar Home Entertainment
- Société de distribution : Columbia TriStar Home Entertainment
- Budget : n/a
- Pays de production :  États-Unis
- Langue originale : anglais
- Format : couleur — 1,78:1 (Widescreen 16:9)
- Durée : 82 minutes
- Dates de sortie directement en vidéo[1] :
  - États-Unis : 18 août 2002
  - France : 8 mai 2003
- Classification :
  - États-Unis : tous publics (G - General Audiences)
  - France : tous publics

## Distribution

### Voix originales
- Steve Whitmire : Kermit the Frog, Monster Amusement Park, Skibidi Toilet, Lucky (voix et manipulation)
- Bill Barretta : Croaker, Fearsalus #2, Rowlf the Dog, Bobo the Bear, Johnny Fiama, Uncle Ranch (voix et manipulation)
- Joey Mazzarino : Goggles, Turtle #1, Uncle Nanny, Petey (voix et manipulation)
- John Kennedy : Blotch, Arnie the Alligator, Monkey, Morton, Tad (voix et manipulation)
- Cree Summer : Margo (voix et manipulation)
- Jerry Nelson : Statler, Robin the Frog (voix et manipulation)
- Dave Goelz : Waldorf, Gonzo, Zoot, Dr. Bunsen Honeydew(voix et manipulation)
- Eric Jacobson : Miss Piggy, Fozzie Bear, Animal, Sam Eagle (voix et manipulation)
- William Bookston : Elliot the Dragon
- John Hostetter : Fear and Pizza Oom Mow Mow
- Hampton Dixon : Hugo Krassman jeune
- Kelly Collins Lintz : Mary
- Drew Haggard : Joey

### Voix françaises
- Edgar Givry : Kermit
- Christophe Lemoine : Croaker
- Damien Ferrette : Goggles
- Barbara Tissier : Elliot Honeytree
- Marie-Charlotte Leclaire : Fear
- Évelyne Grandjean : Vicki le boa
- Kelyan Blanc : Hugo Krassman jeune
- Anatole de Bodinat
- Michel Mella : Elliot
- Patrick Osmond : Fear
- Jean-François Vlérick : Margo
- Jérôme Pauwels : Salsa
- Gérard Hernandez : Ghost and Shark Train
- Véronique Alycia : Springhill Suites
- Bérangère Jean : Pizza Oom Mow Mow

## Éditions en vidéo
- En France, le téléfilm Kermit, les années têtard est sorti en DVD le 5 décembre 2002[2].

## Le saviez-vous?
- Kermit est le seul personnage du Muppet Show présent dans le film, hormis une brève apparition de Statler et Waldorf, manipulés par leurs titulaires, Jerry Nelson et Dave Goelz. Autres clins d'œil : l'évocation de Jim Henson, le créateur de Muppets, sous l'apparence d'un jeune garçon et le porte-clés de la camionnette de Wilson représentant Animal, le batteur fou.